# Aušrinė Armonaitė

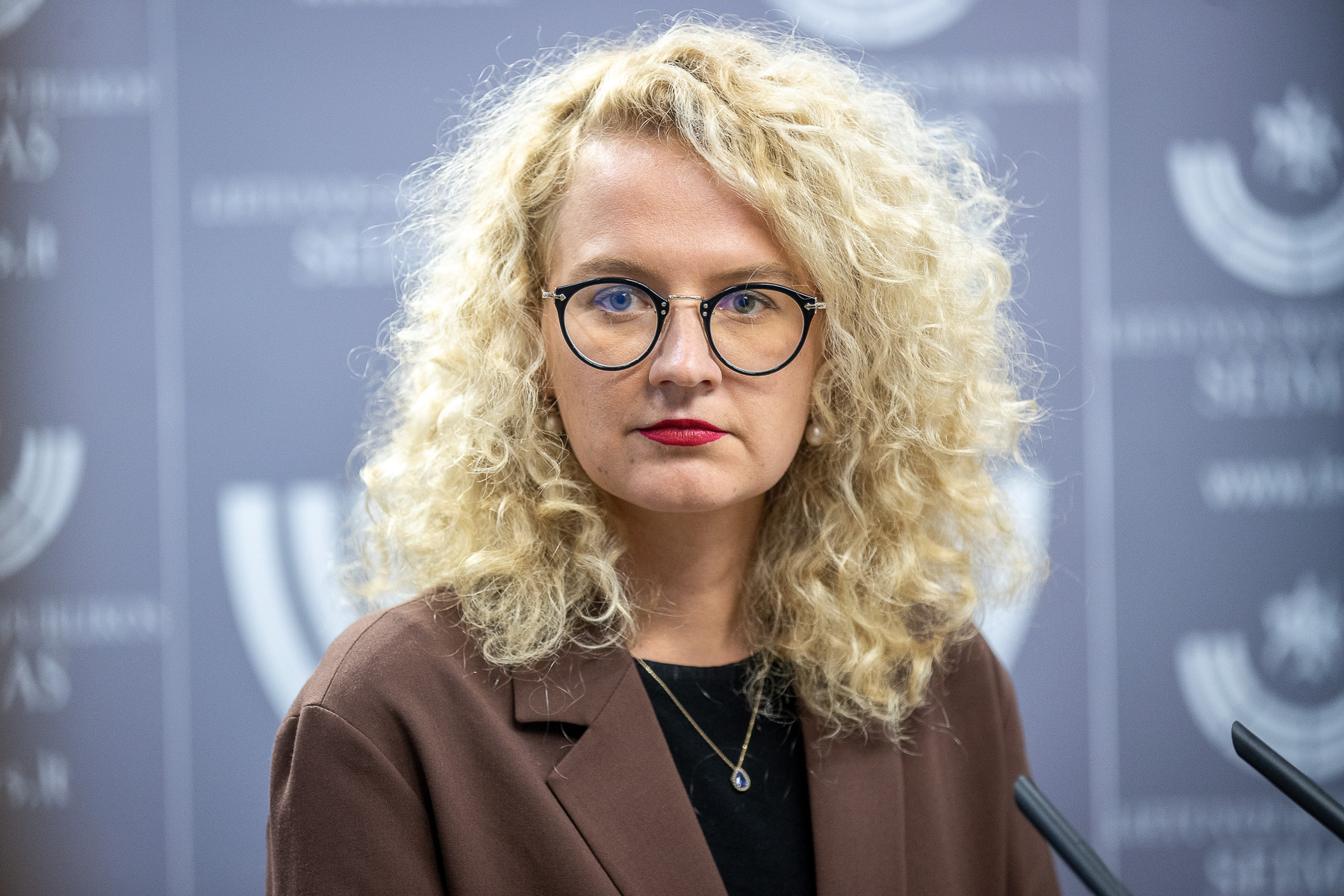
Armonaitė im Seimas, September 2023

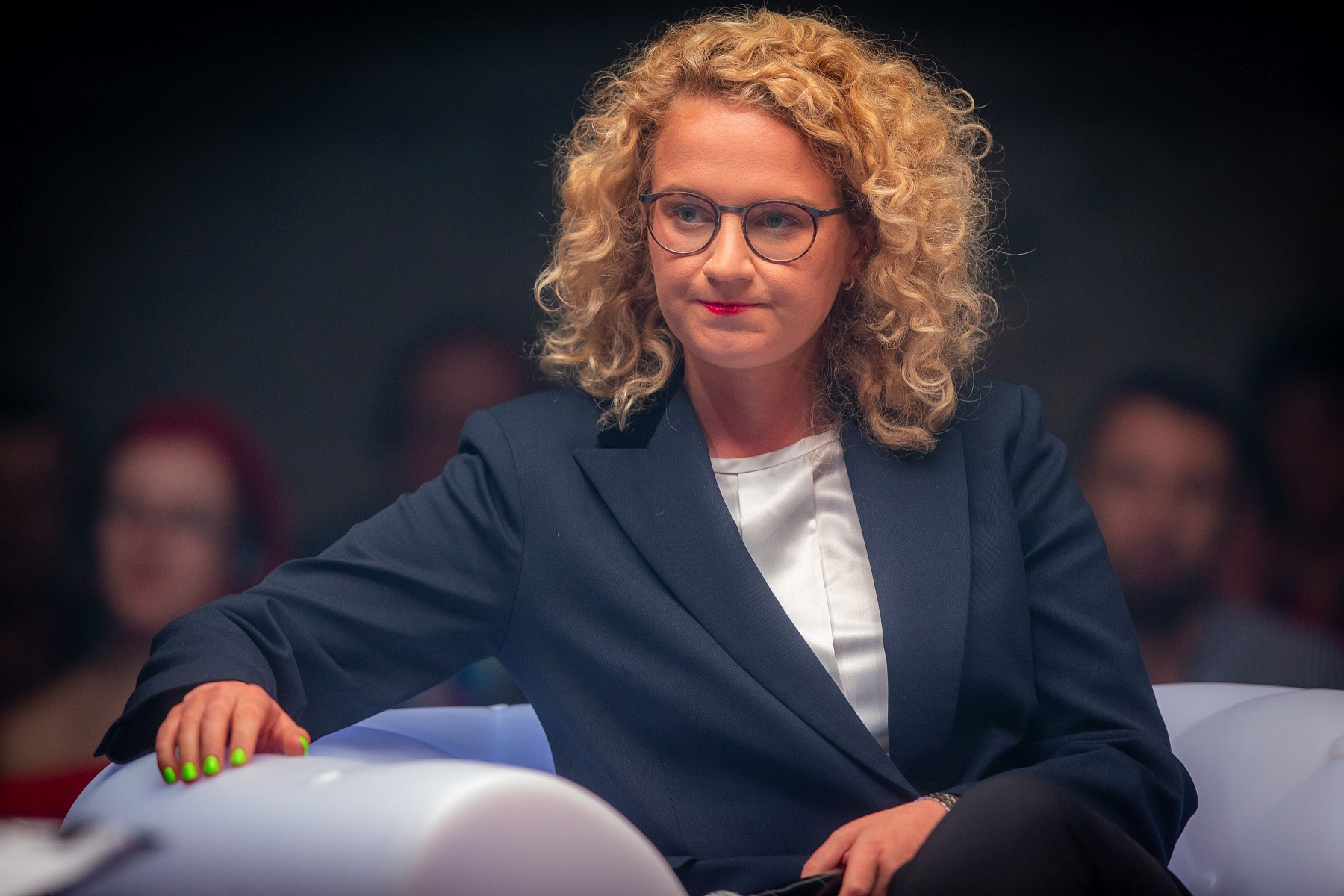
Aušrinė Armonaitė (2022)

Aušrinė Armonaitė (* 26. Mai 1989 in Vilnius) ist eine litauische liberale Politikerin. Von 2016 bis 2024 war sie Mitglied im Seimas, von 2020 bis 2024 Wirtschaftsministerin Litauens, von 2019 bis 2024 Vorsitzende der Laisvės partija und bis 2019 stellvertretende Vorsitzende von Lietuvos Respublikos liberalų sąjūdis.

## Leben
Armonaitė absolvierte die Klavier-Klasse an der Musikschule. Nach dem Abitur von 2004 bis 2008 am Mykolas-Biržiška-Gymnasium in Justiniškės ihrer Heimatstadt Vilnius absolvierte Aušrinė Armonaitė von 2008 bis 2012 das Bachelorstudium der Politikwissenschaften und von 2012 bis 2014 das Masterstudium der Analyse der öffentlichen Politik  an der Vilniaus universitetas.
Von 2013 bis 2015 arbeitete sie als Analytikerin beim Wirtschaftsverband Lietuvos verslo konfederacija „ICC Lietuva“.

### Politik
Im Jahr 2006 trat Aušrinė Armonaitė der Liberalen Jugend Litauens (Lietuvos liberalus jaunimas) bei. Zudem wurde sie Mitglied der Liberalen Bewegung (Lietuvos Respublikos liberalų sąjūdis), bis zu deren stellvertretenden Vorsitzenden sie in den nächsten Jahren aufstieg.
Von 2015 bis Herbst 2016 war Armonaitė Mitglied im Rat der Stadtgemeinde Vilnius, von November 2016 bis November 2024 Mitglied im 12. Seimas und im 13. Seimas, dem litauischen Parlament. Sie arbeitete im Ausschuss für auswärtige Angelegenheiten, dann im Ausschuss für Europa sowie im Ausschuss für Gesundheit.
Nach Austritt aus der Liberalen Bewegung, gehörte Armonaitė zu den Gründern der liberalen Freiheitspartei (Laisvės partija), deren erste Vorsitzende sie wurde. Von Dezember 2020 bis Dezember 2024 war sie Wirtschaftsministerin im Kabinett Šimonytė unter der Leitung von Ingrida Šimonytė. Sie wurde vom Präsidenten Gitanas Nausėda ernannt.
In der Parlamentswahl 2024 hatte Aušrinė Armonaitė in ihrem Wahlkreis sowie ihre Partei keinen Erfolg. Die Politikerin trat danach als Parteivorsitzende zurück. Ihr Nachfolger wurde Mitalas.